# Gordon Mitchell
Gordon Mitchell, nome d'arte di Charles Allen Pendleton (Denver, 29 luglio 1923 – Marina del Rey, 20 settembre 2003), è stato un attore statunitense.
Culturista e professore di ginnastica, nel cinema italiano ha interpretato svariati ruoli tra cui Maciste nel film peplum Maciste nella terra dei ciclopi.

## Biografia
Fu un marine decorato al valore durante la guerra di Corea ed in seguito uno dei "boys" che accompagnava l'attrice Mae West in giro per l'America con il suo varietà. Nel 1960 si trasferì in Italia, chiamato da produttori cinematografici, dove iniziò una lunga carriera di attore (spesso protagonista) in vari film di serie B, fra cui numerosi peplum e western all'italiana. 
Fece ritorno negli Stati Uniti alla fine degli anni ottanta e lavorò come manager presso la catena di palestre World Gym International, diretta da Joe Gold e Arnold Schwarzenegger. Morì a Marina del Rey poco dopo il suo ottantesimo compleanno.

## Filmografia parziale

Gordon Mitchell nel film Frankenstein '80 (1972)

Gordon Mitchell con Andrea Roncato in Se tutto va bene siamo rovinati (1984)

### Cinema
- Maciste nella terra dei ciclopi, regia di Antonio Leonviola (1961)
- Il gigante di Metropolis, regia di Umberto Scarpelli (1961)
- Il conquistatore di Corinto, regia di Mario Costa (1961)
- Col ferro e col fuoco, regia di Fernando Cerchio (1962)
- L'ira di Achille, regia di Marino Girolami (1962)
- Giulio Cesare contro i pirati, regia di Sergio Grieco (1962)
- Vulcano, figlio di Giove, regia di Emimmo Salvi (1962)
- Il figlio dello sceicco, regia di Mario Costa (1962)
- Brenno il nemico di Roma, regia di Giacomo Gentilomo (1963)
- La vendetta di Spartacus, regia di Michele Lupo (1964)
- Sindbad contro i sette saraceni, regia di Emimmo Salvi (1964)
- Gli schiavi più forti del mondo, regia di Michele Lupo (1964)
- Erik il vichingo, regia di Mario Caiano (1965)
- La vendetta di Lady Morgan, regia di Massimo Pupillo (1965)
- Il tesoro della foresta pietrificata, regia di Emimmo Salvi (1965)
- 3 colpi di Winchester per Ringo, regia di Emimmo Salvi (1966)
- 2+5 missione Hydra, regia di Pietro Francisci (1966)
- È mezzanotte... butta giù il cadavere, regia di Guido Zurli (1966)
- L'estate, regia di Paolo Spinola (1966)
- Uccidi o muori, regia di Tanio Boccia (1966)
- Thompson 1880, regia di Guido Zurli (1966)
- Nato per uccidere, regia di Antonio Mollica (1967)
- Little Rita nel West, regia di Ferdinando Baldi (1967)
- Bersaglio mobile, regia di Sergio Corbucci (1967)
- John il bastardo, regia di Armando Crispino (1967)
- Tutto sul rosso, regia di Aldo Florio (1968)
- Fenomenal e il tesoro di Tutankamen, regia di Ruggero Deodato (1968)
- Al di là della legge, regia di Giorgio Stegani (1968)
- Un killer per Sua Maestà, regia di Federico Chentrens (1968)
- Cin cin... cianuro, regia di Ernesto Gastaldi (1968)
- Sette volte sette, regia di Michele Lupo (1968)
- T'ammazzo!... Raccomandati a Dio, regia di Osvaldo Civirani (1968)
- Carogne si nasce, regia di Alfonso Brescia (1968)
- Sapevano solo uccidere, regia di Tanio Boccia (1968)
- Fellini - Satyricon, regia di Federico Fellini (1969)
- Ora X - Pattuglia suicida, regia di Gaetano Quartararo (1969)
- Sono Sartana, il vostro becchino, regia di Giuliano Carnimeo (1969)
- Arrivano Django e Sartana... è la fine, regia di Demofilo Fidani (1970)
- Inginocchiati straniero... I cadaveri non fanno ombra!, regia di Demofilo Fidani (1970)
- I fratelli di Arizona (The Arizona Kid), regia di Luciano B. Carlos (1970)
- Giù le mani... carogna! (Django Story), regia di Demofilo Fidani (1970)
- Era Sam Wallash!... Lo chiamavano... E così sia!, regia di Demofilo Fidani (1971)
- Per una bara piena di dollari, regia di Demofilo Fidani (1971)
- Giù la testa... hombre!, regia di Demofilo Fidani (1971)
- Il suo nome era Pot, regia di Lucio Dandolo e Demofilo Fidani (1971)
- Vamos a matar Sartana, regia di George Martin e Mario Pinzauti (1971)
- Da parte degli amici: firmato mafia! (Le Cobra), regia di Yves Boisset (1971)
- Il giorno del giudizio, regia di Mario Gariazzo (1971)
- Scansati... a Trinità arriva Eldorado, regia di Joe D'Amato (1972)
- Un uomo chiamato Dakota, regia di Mario Sabatini (1972)
- I sette del gruppo selvaggio, regia di Gianni Crea (1972)
- Io monaca... per tre carogne e sette peccatrici, regia di Ernst Von Theumer (1972)
- Il magnifico west, regia di Gianni Crea (1972)
- La schiava io ce l'ho e tu no, regia di Giorgio Capitani (1972)
- Il mio nome è Shangai Joe, regia di Mario Caiano (1973)
- Dagli archivi della polizia criminale, regia di Paolo Lombardo (1973)
- Allegri becchini... arriva Trinità, regia di Ferdinando Merighi (1973)
- Amico mio, frega tu... che frego io!, regia di Demofilo Fidani (1973)
- Il domestico, regia di Luigi Filippo D'Amico (1974)
- Ti darò un posto all'inferno, regia di Paolo Bianchini (1974)
- Due Magnum 38 per una città di carogne, regia di Mario Pinzauti (1975)
- La tigre venuta dal fiume Kwai, regia di Franco Lattanzi (1975)
- L'unica legge in cui credo, regia di Claudio Giorgi (1976)
- La polizia ordina: sparate a vista, regia di Giulio Giuseppe Negri (1976)
- Dimensione giganti, regia di Mircea Drăgan (1977)
- Kaput Lager - Gli ultimi giorni delle SS, regia di Luigi Batzella (1977)
- Zanna Bianca e il grande Kid, regia di Vito Bruschini (1977)
- Pugni dollari & spinaci, regia di Emimmo Salvi (1978)
- Dottor Jekyll e gentile signora, regia di Steno (1979)
- Porno erotico western, regia di Angelo Pannacciò (1979)
- Mafia, una legge che non perdona, regia di Roberto Girometti (1980)
- L'ombrello bulgaro (Le coup du parapluie), regia di Gérard Oury (1980)
- La dottoressa preferisce i marinai, regia di Michele Massimo Tarantini (1981)
- Diamond Connection, regia di Sergio Bergonzelli (1982)
- Vai avanti tu che mi vien da ridere, regia di Giorgio Capitani (1982)
- Endgame - Bronx lotta finale, regia di Steven Benson (1983)
- Rush, regia di Tonino Ricci (1983)
- She, regia di Avi Nesher (1984)
- Se tutto va bene siamo rovinati, regia di Sergio Martino (1984)
- Liberate Emanuela, regia di Gianni Crea (1984)
- Cobra Mission, regia di Fabrizio De Angelis (1986)
- La croce dalle sette pietre, regia di Marco Antonio Andolfi (1987)
- Faida, regia di Paolo Pecora (1987)
- Delirio di sangue, regia di Sergio Bergonzelli (1988)
- La lucertola, regia di Paolo Pecora (1989)
- Talisman, regia di Marco Antonio Andolfi (1995)

### Televisione
- Le spie (I Spy) – serie TV, episodio 2x03 (1966)

## Doppiatori italiani
- Emilio Cigoli in Maciste nella terra dei ciclopi, Il gigante di Metropolis, L'ira di Achille, Gli schiavi più forti del mondo, La vendetta di Spartacus, 3 colpi di Winchester per Ringo, Sono Sartana, il vostro becchino, Il magnifico West, Zanna Bianca e il grande Kid
- Luciano De Ambrosis in Sette volte sette, Per una bara piena di dollari, Scansati...a Trinità arriva Eldorado, Due magnum 38 per una città di carogne, L'unica legge in cui credo
- Glauco Onorato in Col ferro e col fuoco, Giulio Cesare contro i pirati, Fenomenal e il tesoro di Tutankamen, Io monaca...per tre carogne e sette peccatrici, Dottor Jekyll e gentile signora
- Pino Locchi in Il figlio dello sceicco, Nato per uccidere
- Renato Turi in Il conquistatore di Corinto, 2+5 missione Hydra
- Sergio Rossi in Carogne si nasce, Sapevano solo uccidere
- Michele Kalamera in Al di là della legge, Da parte degli amici firmato mafia (Le Cobra)
- Alessandro Sperlì in La vendetta di Lady Morgan, Il tesoro della foresta pietrificata
- Daniele Tedeschi in Il mio nome è Shangai Joe, Dagli archivi della polizia criminale
- Antonio Guidi in Arrivano Django e Sartana... è la fine, Il suo nome era Pot
- Mario Bardella in Un killer per sua Maestà, Giù le mani...carogna! (Django story)
- Arnoldo Foà in Brenno il nemico di Roma
- Alberto Lupo in Erik, il vikingo
- Mario Feliciani in Little Rita nel West
- Carlo Alighiero in Giù la testa... hombre!
- Michele Gammino in Un uomo chiamato Dakota
- Leonardo Severini in La polizia ordina: sparate a vista
- Massimo Foschi in John il bastardo
- Aldo Giuffré in Bersaglio mobile
- Corrado Gaipa in Cin cin... cianuro
- Bruno Persa in Tutto sul rosso
- Gigi Pirarba in Amico mio...frega tu che frego io!
- Max Turilli in Il domestico
- Riccardo Garrone in La croce dalle sette pietre